# 硬脂酸
硬脂酸（英語：Stearic acid），IUPAC系統名為十八（烷）酸（英語：Octadecanoic acid），是一種有机化合物中的饱和脂肪酸。固態為一种难溶于水的蜡状固体，化学式C18H36O2，结构简式为：CH₃(CH₂)₁₆COOH或者C₁₇H₃₅COOH 。可溶于乙醇和丙酮，易溶于乙醚、氯仿、四氯化碳、苯和二硫化碳等溶剂中。

## 食物来源
硬脂酸在自然界的分布很广，存在于许多植物性油脂和動物脂肪中。动物脂肪中的含量比在植物油脂中的含量要高，如牛油中的含量可达24%，茶油为0.8%，棕榈油为6%，但可可脂中的含量高达34%。

## 生产
将动物油与水在高温高压下反应，使甘油三酸酯水解。也可以用不饱和植物油与氢气加成得到。商品硬脂酸实际上是45%硬脂酸和55%软脂酸的混合物，并含有少量油酸，略带脂肪气味。

## 用途
用于製蜡、塑料及化妆品，也可以用于软化橡胶或硬化肥皂。硬脂酸酯可以使洗发水、香皂和化妆品产生珍珠似的光泽。在烟花中的铝、铁等金属粉末表面涂以硬脂酸可以防止氧化。或在糖果中作硬化剂。

## 反应
具有饱和羧酸的通性，可以被还原为硬脂醇，也可以与多种醇发生酯化生成相应的硬脂酸酯。